# PLEDGE
「PLEDGE」（プレッジ）は、the GazettEの楽曲。流鬼が作詞、the GazettEが作曲を手掛けた。the GazettEの18枚目のシングルとして2010年12月15日にSony Music Recordsから発売された。

## 概要
Sony Music Records移籍第3弾シングル。表題曲のPVとメイキングが収録されたDVDが同梱されたOptical Impression-A-、2010年7月22日の日本武道館で「SHIVER」・「DISCHARGE」・『SWALLOWTAIL ON THE DEATH VALLEY』を歌ったライブDVD付属のOptical Impression-B-、ボーナストラックとして「VOICELESS FEAR」が入ったAuditory Impressionの3形態でリリースされた。
PVには早瀬英里奈が、CMには里田まいが出演している。

## 収録曲
（全作詞：流鬼、全作曲・編曲：the GazettE）
1. PLEDGE
RUKI原曲。ピアノにのせた歌い出しから始まる、冬をテーマにしたバラードナンバー。
2. THE TRUE MURDEROUS INTENT
葵原曲。「LEECH」「HEADACHE MAN」「VERMIN」に続く4部作の一つ。
3. VOICELESS FEAR
麗原曲。ツアー中に喉を痛めたRUKIのことが描かれている。